# Saxen
Saxen est une commune autrichienne du district de Perg en Haute-Autriche.

## Architecture et tourisme
- Château de Dornach, où August Strindberg vécut en 1893